# Stauntonia brunoniana
Stauntonia brunoniana är en narrbuskeväxtart som först beskrevs av Joseph Decaisne, och fick sitt nu gällande namn av W.B. Hemsley. Stauntonia brunoniana ingår i släktet Stauntonia och familjen narrbuskeväxter. Inga underarter finns listade i Catalogue of Life.